# Врублев (гміна)
Гміна Врублев (пол. Gmina Wróblew) — сільська гміна у центральній Польщі. Належить до Серадзького повіту Лодзинського воєводства.
Станом на 31 грудня 2011 у гміні проживало 6102 особи.

## Площа
Згідно з даними за 2007 рік площа гміни становила 113.23 км², у тому числі:
- орні землі: 86.00%
- ліси: 7.00%

Таким чином, площа гміни становить 7.59% площі повіту.

## Населення
Станом на 31 грудня 2011:
| Опис     | Загалом | Загалом | Чоловіки | Чоловіки | Жінки | Жінки |
| -------- | ------- | ------- | -------- | -------- | ----- | ----- |
| одиниця  | осіб    | %       | осіб     | %        | осіб  | %     |
| все      | 6102    | 100     | 3028     | 49.62    | 3074  | 50.38 |
| міське   | 0       | 100     | 0        |          | 0     |       |
| сільське | 6102    | 100     | 3028     | 49.62    | 3074  | 50.38 |

## Сусідні гміни
Гміна Врублев межує з такими гмінами: Бжезньо, Блашкі, Броншевіце, Варта, Серадз, Серадз.